# John St. Polis
Pour les articles homonymes, voir Polis (homonymie).
John St. Polis (né le 24 novembre 1873 à La Nouvelle-Orléans, en Louisiane et mort le 8 octobre 1946 à Los Angeles, en Californie) est un acteur américain. 

## Biographie
John St. Polis a commencé sa carrière d'acteur au cinéma muet, avant de la poursuivre au parlant.
Il est parfois crédité John M. St. Polis, ou John Sainpolis.

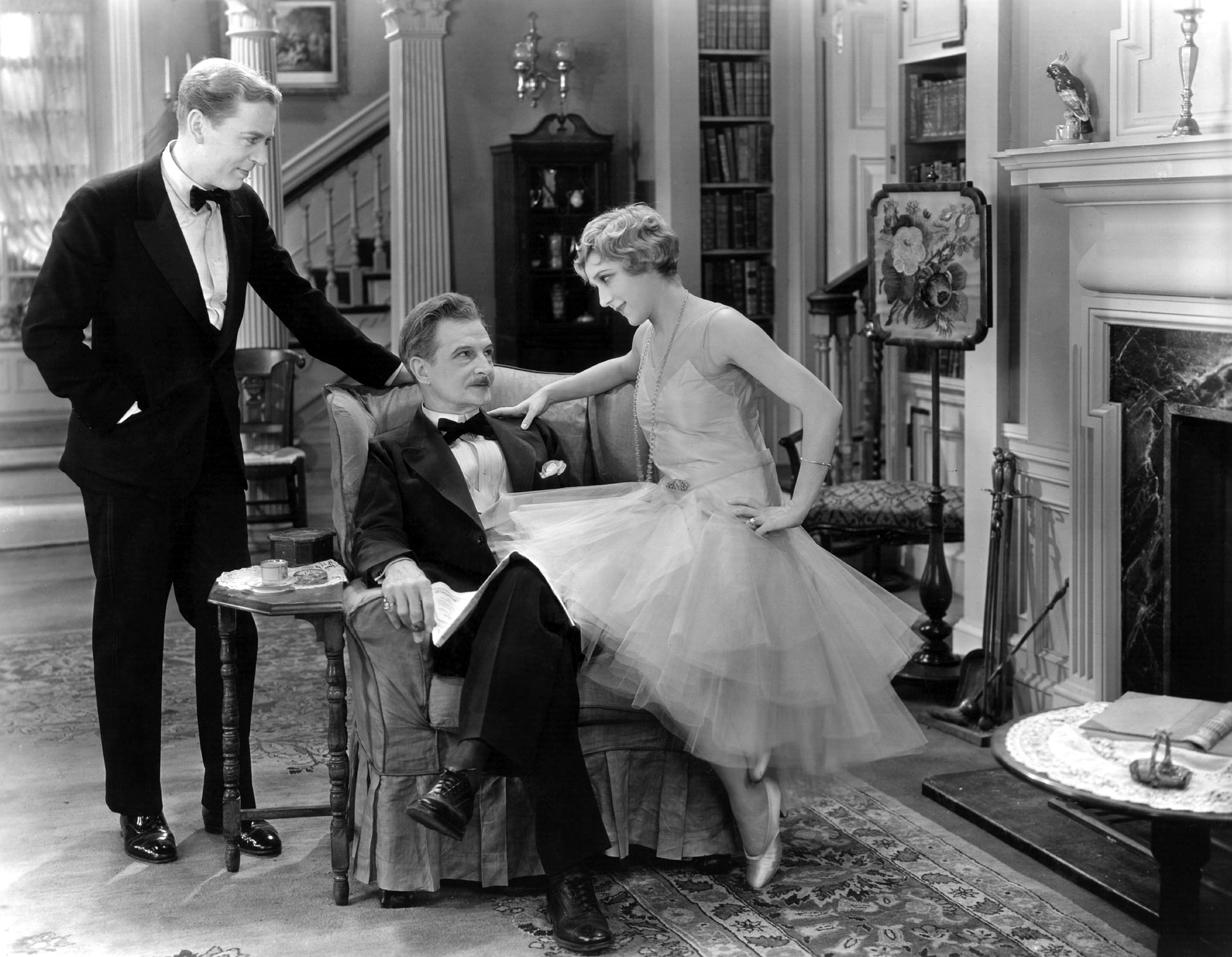
St. Polis, entouré par Matt Moore et Mary Pickford dans Coquette (1929)

## Filmographie partielle
- 1918 : L'Honneur de Bill (Laughing Bill Hyde)  de Hobart Henley : Black Jack Burg
- 1917 : The Mark of Cain  de George Fitzmaurice : Juge Hoyt
- 1922 : Le Repentir (Shadows)  de Tom Forman : Nate Snow
- 1923 : La Sagesse de trois vieux fous (Three Wise Fools)  de King Vidor : John Crawshay
- 1923 : The Social Code d'Oscar Apfel
- 1924 : La vie et la mort ont croisé le fer (In Every Woman's Life) de Irving Cummings : Dr. Philip Logan
- 1924 : Pour un collier de perles (Folly of Vanity)  de Henry Otto et Maurice Elvey : Ridgeway
- 1924 : Les Fraudeurs (Those Who Dance) de Lambert Hillyer : Monahan
- 1924 : Le Vainqueur (The Alaskan) de Herbert Brenon : Rossland
- 1924 : Amours de Reine (Three Weeks) d'Alan Crosland : le Roi
- 1925 : Le Fantôme de l'Opéra (The Phantom of the Opera)  de Rupert Julian : Comte Philippe de Chagny
- 1925 : My Lady's Lips de James P. Hogan : Inspecteur
- 1926 : The Return of Peter Grimm de Victor Schertzinger
- 1927 : Too Many Crooks de Fred C. Newmeyer
- 1929 : Coquette  de Sam Taylor : Dr John M. Besant
- 1929 : Why Be Good? de William A. Seiter
- 1929 : L'Âge ardent (Fast Life)  de John Francis Dillon : Andrew Stratton
- 1930 : Kismet  de John Francis Dillon : L'Imam Mahmud
- 1930 : The Bad One  de George Fitzmaurice
- 1930 : Captain Thunder d'Alan Crosland : Pedro
- 1930 : In the Next Room d'Edward F. Cline
- 1930 : A Devil with Women d'Irving Cummings
- 1931 : Beau Ideal  de Herbert Brenon : Juge avocat
- 1931 : Doctors' Wives  de Frank Borzage : Mark Wyndram
- 1931 : Transgression de Herbert Brenon : Serafin
- 1931 : Le Code criminel (The Criminal Code)  de Howard Hawks : Docteur Rinewulf
- 1931 : Heartbreak  d'Alfred L. Werker : Ambassadeur américain
- 1932 : Alias the Doctor  de Lloyd Bacon et Michael Curtiz : Le docteur Niergardt
- 1932 : L'Âme du ghetto (Symphony of Six Million)  de Gregory La Cava : Dr. Schifflen
- 1934 : The President Vanishes de William A. Wellman
- 1936 : Le Cavalier mystère  de Howard Bretherton : Shérif Sam Corwin
- 1936 : The Border Patrolman de David Howard (non crédité)
- 1938 : Mr. Wong, Detective  de William Nigh
- 1939 : Mélodie de la jeunesse (They Shall Have Music)  d'Archie Mayo : Davis
- 1940 : Rocky Mountain Rangers de George Sherman